# Evald Flisar
Evald Flisar, slovenski pisatelj, pesnik, prevajalec, dramatik in urednik; * 13. februar 1945, Gerlinci.

## Življenje
Osnovno šolo je obiskoval v rojstnem kraju in v sosednji Cankovi. Gimnazijo je dokončal v Murski Soboti, študiral pa je na Filozofski fakulteti v Ljubljani. Smeri študija je spreminjal, najdlje (dve leti) je ostal na Oddelku za primerjalno književnost in literarno teorijo. Od leta 1965 je sodeloval pri časopisih in literarnih revijah, med katerimi so Tribuna, 7D, Delo, Naši razgledi, Srce in oko, Dialogi, Problemi in Sodobnost. 
Pozneje je na visokošolski ustanovi West London College študiral dramaturgijo ter angleški jezik in literaturo. Med triletnim bivanjem v Sydneyju je ob delu na železnici študiral psihologijo in pisal radijske igre za ABC (Australian Broadcasting Commission). Leta 1975 se je za stalno naselil v Londonu, kjer je nadaljeval s pisanjem in delal kot urednik pri različnih londonskih založbah, med drugim je za založbo Marshall Cavendish urejal Enciklopedijo znanosti in tehnologije. Za BBC (British Broadcasting Corporation) je pisal radijske igre in kratke zgodbe. Od leta 1990 živi v Ljubljani.
Med letoma 1995 in 2002 je bil predsednik Društva slovenskih pisateljev in v času njegovega predsednikovanja so začeli prirejati festival Slovenski dnevi knjige, od leta 1998 pa ureja slovensko literarno revijo Sodobnost. Leta 2004 je bil med ustanovitelji društva Forum 21, iz katerega je dve leti pozneje izstopil. 2015 je postal predsednik Slovenskega centra PEN, s tega položaja je odstopil poleti 2016. Komentatorji so odstop povezali z odmevno objavo sporne korespondence s kritičarko, prevajalko in pisateljico Anjo Radaljac, sam pa je v odstopni izjavi navedel, da so vzrok nesoglasja v organizaciji.

## Delo
Je eden najbolj prevajanih slovenskih avtorjev, njegova dela so prevedena v 42 jezikov (angleški, nemški, italijanski, španski, arabski, češki, ruski, nepalski, islandski, grški, turški, japonski, indonezijski, amharski, vietnamski, azerbajdžanski itd., doslej 227 prevodov). Vešč je literarnega ustvarjanja tako v slovenščini kot angleščini, nekatera dela je napisal v obeh jezikih. Poleg svojih del prevaja tudi dela drugih slovenskih avtorjev.   
Po izidu edine pesniške zbirke Symphonia poetica (1966) se je odločil za poklic svobodnega umetnika. Leta 1967 je prevedel Graditelje sveta Stefana Zweiga in v samozaložbi izdal pamflet Kristusov samomor. Leta 1968 je izšel njegov prvi roman Mrgolenje prahu, leto kasneje pa drugi, Umiranje v ogledalu. Potovanje v Zanskar in Ladak v Himalaji ga je spodbudilo k pisanju enega najbolj branih slovenskih romanov po drugi svetovni vojni Čarovnikovega vajenca, ki je najprej (1984–85) izhajal v podlistku v mariborskem tedniku 7D, v knjižni obliki pa je izšel leta 1986 pri Pomurski založbi. Zaradi večplastnosti ima delo več žanrskih oznak. V potopisnem romanu je v sklenjeno celoto združil elemente faktografije, fikcije in avtobiografije. Doslej je izšlo 12 slovenskih izdaj tega dela, skupaj pa več kot 220 izdaj v 40 jezikih. Napisal je tri potopise. Pot od Indonezije preko Tajske, Burme in Nepala do Indije je popisal v potopisu Tisoč in ena pot, potopisna knjiga Južno od severa pa povzema izkušnje s potovanja po zahodni Afriki; nagrajeno delo Popotnik v kraljestvu senc je spoj najboljših odlomkov (z dodatki) iz obeh prejšnjih potopisov. Trinajst njegovih romanov je bilo nominiranih za nagrado kresnik.   
Prvo dramo Kostanjeva krona (1970), ki je dramatizacija romana Mrgolenje prahu, je napisal v času poznega ludizma. K pisanju za oder pa se je po skoraj dvajsetletnem zatišju vrnil z dramo Nimfa umre (1989). Za dela Kaj pa Leonardo? (1993), Nora Nora (2004) in Komedija ob koncu sveta (2013) je prejel Grumovo nagrado. Dramska dela temeljijo na humorju, ironiji in tragičnem preobratu. Uprizarjajo jih poklicna gledališča po vsem svetu. 1. junija 2023 je bil izvoljen za izrednega člana SAZU v razredu za umetnosti. 
Leta 2011 je Damjan Kozole za TV Slovenija posnel njegov portret z naslovom To nisem jaz.

### Pesniška zbirka
- Symphonia poetica (1966) (COBISS)

### Kratka proza
- Lov na lovca in druge zgodbe (1984) (COBISS)
- Zgodbe s poti (2000) (COBISS)
- Malo se ljubimo, smejemo, malo boli, nato ugasnemo (izbrani citati, proza, 2025)

### Romani
- Mrgolenje prahu (1968) (COBISS)
- Umiranje v ogledalu (1969) (COBISS)
- Tisoč in ena pot (1979), potopis (COBISS)
- Južno od severa (1981), potopis (COBISS)
- Čarovnikov vajenec (1986) (COBISS)
- Noro življenje (1989) (COBISS)
- Popotnik v kraljestvu senc (1992), potopis (COBISS)
- Potovanje predaleč (1998) (COBISS)
- Velika žival samote (2001) (COBISS)
- Ljubezni tri in ena smrt (2002) (COBISS)
- Čaj s kraljico (2004) (COBISS)
- Mogoče nikoli (2007) (COBISS)
- Opazovalec (2009) (COBISS)
- Na zlati obali (2010) (COBISS)
- To nisem jaz: Legoroman (2011), avtobiografski roman (COBISS)
- Dekle, ki bi raje bilo drugje (2012) (COBISS)
- Začarani Odisej (2013) (COBISS)
- Alica v Poteruniji: roman v stripu (2013) (COBISS)
- Tam me boš našel (2014) (COBISS)
- Besede nad oblaki (2015) (COBISS)
- Spogledovanja z dvojnikom: knjiga knjig (izbrano delo, 2016)
- Zbiralec sanj (2017)
- Greh (prenovljena izdaja romana Mrgolenje prahu, 2018)
- Poglej skozi okno (2018)
- Moje kraljestvo umira: zgodbarjenje ob koncu sveta (2020)
- Nevidni ot®ok (2021)
- Trgovec z dušami (2023)
- Potovanje preblizu: spovedi in izpovedi (2024)

### Dramska dela
- Kostanjeva krona: tragikomedija v desetih prizorih (1970) (COBISS)
- Nimfa umre (1989) (COBISS)
- Jutri bo lepše: tragikomedija (1992) (COBISS)
- Kaj pa Leonardo?, tragikomedija (1992) (COBISS)
- Tristan in Izolda: igra o ljubezni in smrti (1994) (COBISS)
- Stric iz Amerike: slovenska družinska tragikomedija (1994) (COBISS)
- Iztrohnjeno srce: drama o gosjem peresu (1995) (COBISS)
- Sončne pege: tragikomedija (1998) (COBISS)
- Padamo, padamo! (1998)
- Poslednja nedolžnost (1999) (COBISS)
- Enajsti planet, tragikomedija (2000) (COBISS)
- Nora Nora (2004) (COBISS)
- Akvarij (2007) (COBISS)
- Antigona zdaj, tragedija (2011) (COBISS)
- Vikend v Brightonu, TV drama (2011)
- Vzemi me v roke (2012) (COBISS)
- Komedija o koncu sveta (2013)
- Drame 1/2 (uredila Katja Klopčič, 2006, 2015)

### Radijske igre
- Sodniška zgradba (1969)
- Vojaki ob koncu vojne (1970) (COBISS)
- Ukradena hiša (1972) (COBISS)
- Naglavisvet (1993) (COBISS)
- Temna stran svetlobe (1995) (COBISS)
- Angleško poletje (1997) (COBISS)

### Književnost za otroke
- Pikpokec postane svetovni prvak (2007) (COBISS)
- Alica v nori deželi, ekološka farsa (2008) (COBISS)
- Alica v Poteruniji (2013), roman v stripu (COBISS)

### Esejistika
- Na poti v nebesa sem se oglasil v peklu (2004), potopisni eseji (COBISS)
- Očetova pisma sinu (2022)

### O Evaldu Flisarju in drugo
- Življenje in delo Evalda Flisarja: Od vaškega skednja do odrov svetovnih velemest in na police knjigarn v 40 jezikih: Monografija, 1–2 (ur. Katja Klopčič Lavrenčič), Ljubljana: Sodobnost International, 2022. 621 + 618 str.
- Malo se ljubimo, smejemo, malo boli, nato ugasnemo, 2025 (izbrana dela/proza; jubilejna izdaja ob 80-letnici Evalda Flisarja)

## Nagrade
- Grumova nagrada za najboljše slovensko dramsko besedilo Kaj pa Leonardo? (1993)
- nagrada Prešernovega sklada za dela Popotnik v kraljestvu senc, Kaj pa Leonardo?, Jutri bo lepše (1993)
- Grumova nagrada za najboljše slovensko dramsko besedilo Nora Nora (2004)
- nominacija za nagrado modra ptica za delo Dekle, ki bi raje bilo drugje (2011)
- Grumova nagrada za najboljše slovensko dramsko besedilo Komedija o koncu sveta (2013)
- Župančičeva nagrada za življenjsko delo (2013)